# Hübenthal (Berneburg)
Koordinaten: 51° 4′ 16″ N, 9° 53′ 42″ O
Hübenthal ist eine Gehöftgruppe in der Gemarkung von Berneburg, einem Stadtteil von Sontra im Werra-Meißner-Kreis in Nordhessen. Die kleine Siedlung liegt etwa 2,5 km westlich der Kernstadt Sontra und 1,5 km nordöstlich von Berneburg. 
Der Ort wird 1269 erstmals urkundlich erwähnt (Hybetal, Hibental) und dabei als Dorf bezeichnet. Danach wird er als „Curia“ (Freihof) oder einfach als Hof bezeichnet. Spätestens im Jahre 1275 und bis 1526 war der Hof Hübenthal im Besitz des Klosters Bubenbach bzw. des Klosters Cornberg. Im Jahre 1585 wurden vier, 1747 sieben Haushaltungen gezählt. 1895 war die Siedlung auf 42 Einwohner angewachsen.  In der zweiten Hälfte des 20. Jahrhunderts wurden mehrere Aussiedlerhöfe in Hübenthal angesiedelt.